# Транспорт в Бразилия
С магистрална мрежа от около 1,8 милиона километра, бидейки 96 353 km от тях павирани (към 2004), магистралите са основните транспортни артерии за превоз на товари и пътнически трафик в Бразилия. Първите инвестиции в пътната инфраструктура са през 1920-те, с правителството на Уошинтон Луис, и са продължени от правителствата на Жетулиу Варгас и Еурику Гаспар Дутра. Жуселину Кубичек (между 1956 – 1961), който проектира и построява столицата Бразилия, е друг привърженик на магистрали. Кубичек е отговорен за установяването на големи производители на автомобили в страната (Фолксваген, Форд и Дженеръл Мотърс които се установяват в Бразилия по време на неговото управление) и един от начините за тяхното привличане е, разбира се, строителството на магистрали. Днес страната има на нейна територия други големи автомобилни производители като Фиат, Рено, Пежо, Ситроен, Крайслер, Мерцедес-Бенц, Хюндай и Тойота. Бразилия е седмата най-важна страна в автомобилната индустрия в света.
Бразилия разполага с около 4000 летища и аеродруми, от които 721 с павирани писти, включително и площите за разтоварване. Страната е на второ място в света с най-голям брой летища, единствено зад САЩ. Международното летище Гуарулюс, намиращо се в Сао Пауло, е най-голямото и най-натоварено летище в страната; голяма част от това се дължи на пътническия и търговския трафик в страната и факта, че летището свързва Сао Пауло с почти всички големи градове по целия свят. В Бразилия има 34 международни и 2464 регионални летища.
Страната разполага с широка железопътна мрежа от 28.857 km, – десетата най-голяма в света. В днешно време бразилското правителство, за разлика от миналото, се стреми да насърчава този вид транспорт, като пример за това е проекта за високоскоростен влак Рио – Сао Пауло, влак-стрела, който ще свързва двата основни града на страната. По отношение на водния транспорт, Бразилия разполага с 37 пристанища, от които най-голямото е в град Сантус. Също така разполага и с 50 000 km водни пътища.